# Bikkia artensis
Bikkia artensis là một loài thực vật có hoa trong họ Thiến thảo. Loài này được (Montrouz.) Guillaumin mô tả khoa học đầu tiên năm 1909.